# Pierre Loti (Schiff)
Die Pierre Loti war ein 1953 in Dienst gestelltes Passagierschiff der französischen Reederei Messageries Maritimes. Sie stand bis 1970 im Linienverkehr von Marseille in den Indischen Ozean und fuhr anschließend für verschiedene Eigner unter griechischer Flagge. 1986 wurde das Schiff in Salamis abgewrackt.

## Geschichte
Die Pierre Loti entstand in der Werft von Arsenal de Lorient in Lorient und lief am 3. Mai 1952 vom Stapel. Nach der Ablieferung an Messageries Maritimes nahm sie am 17. Juli 1953 den Liniendienst an die Ostküste Afrikas sowie nach Madagaskar und Réunion auf. Eine komplette Überfahrt dauerte etwa 25 Tage. Ihre Schwesterschiffe waren die Ferdinand de Lesseps (2003 abgewrackt), La Bourdonnais (1977 abgewrackt) sowie die Jean Laborde (1991 gesunken). Namensgeber des Schiffes war der Marineoffizier und Schriftsteller Pierre Loti.
Am 22. März 1955 lief die Pierre Loti vor Nosy Be auf Grund. Am 4. April 1959 kollidierte sie nahe Daressalam mit einer Dau, die daraufhin sank. Ihre siebenköpfige Besatzung konnte unverletzt gerettet werden. Eine weitere Kollision überstand das Schiff 1961 im Hafen von Marseille ohne größere Schäden.
Die Pierre Loti blieb 17 Jahre im Liniendienst, ehe dieser Ende der 1960er Jahre immer unrentabler wurde. 1970 beendete sie ihre letzte Überfahrt für Messageries Maritimes und wurde im selben Jahr als Olympia nach Griechenland verkauft. Neuer Betreiber war die Efthymiades Lines, die auch das Schwesterschiff La Bourdonnais übernommen hatte. 1972 erhielt das Schiff den Namen Patra, unter dem es von 1973 bis 1974 für den Transport von PKW umgebaut wurde, um auch als Fähre genutzt zu werden. Anschließend nahm die Patra den Dienst von Patras nach Ancona auf.
1978 wurde das Schiff abermals verkauft und fuhr fortan als Chrysovalandou II für die Reederei Valieros Utramar, ehe sie 1979 als Eros an die Amelia Martin Naviera ging. Nach sieben weiteren Dienstjahren wurde die 33 Jahre alte Eros ausgemustert und in Salamis abgewrackt.